# (337002) Robertbodzon
(337002) Robertbodzon es un asteroide perteneciente al cinturón de asteroides, descubierto el 25 de octubre de 2005 por el equipo del Spacewatch desde el Observatorio Nacional de Kitt Peak, Arizona, Estados Unidos.

## Designación y nombre
Designado provisionalmente como 2012 OB. Fue nombrado en honor a Robert Bodzon (1969-2012), quien fue uno de los más conocidos divulgadores de la astronomía en Polonia, uno de los editores del Calendario astronómico polaco y observador de estrellas variables. Nombre propuesto por M. Kusiak y M. Zolnowski.

## Características orbitales
Robertbodzon está situado a una distancia media del Sol de 2,444 ua, pudiendo alejarse hasta 2,809 ua y acercarse hasta 2,079 ua. Su excentricidad es 0,149 y la inclinación orbital 6,541 grados. Emplea 1395,94 días en completar una órbita alrededor del Sol.

## Características físicas
La magnitud absoluta de Robertbodzon es 16,99. 